# Luitachtigen
Luitachtigen zijn snaarinstrumenten waarvan de klankkast (of resonator) en de hals in elkaars verlengde liggen en de snaren evenwijdig lopen aan de kast, zoals bij de viool en de gitaar. Het bouwprincipe is dat van een lijn (tweehoek), waaronder een klankkast is gemonteerd.

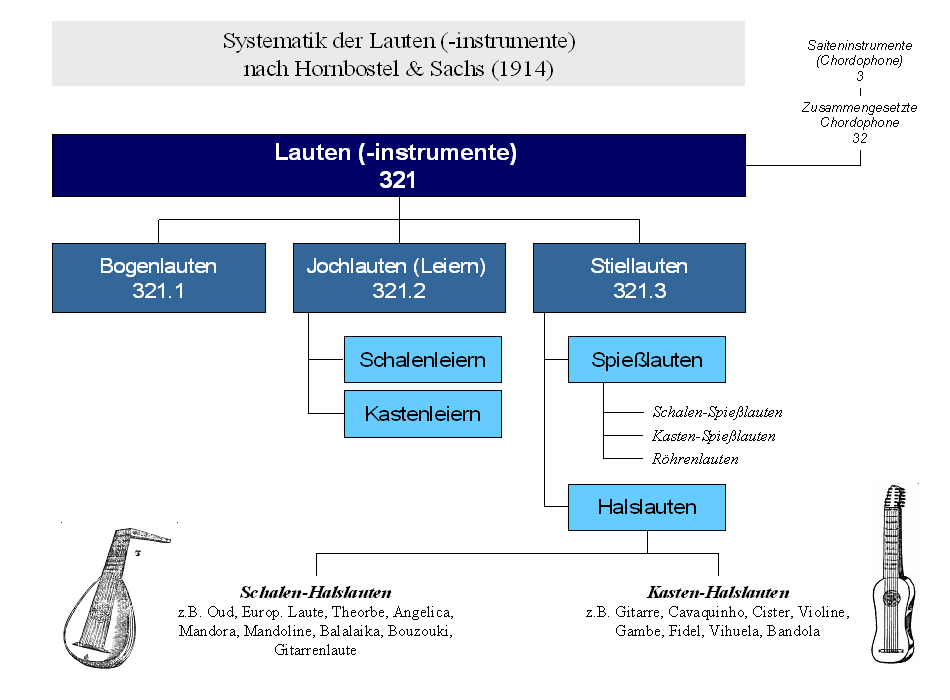
Indeling van luitachtigen volgens Sachs-Hornbostel.

De luitachtigen worden onderverdeeld aan de hand van de manier waarop de snaren in trilling worden gebracht.

## Gestreken luitachtigen (strijkinstrumenten)
De meeste strijkinstrumenten worden bespeeld met een strijkstok
De meest voorkomende zijn:
- viool - altviool - cello - contrabas

Een aantal minder bekende:
- dansmeesterviool - viola d'amore - viola da gamba
- hardangerviool (Noorwegen)
- rebec - vedel - gusle (Joegoslavië) - gdulka (Bulgarije)

## Getokkelde luitachtigen
Deze worden bespeeld met behulp van een plectrum of de vingernagels of 'geplukt' met de hand/vingers
- Balalaika
- Banjo
- Gitaar - Basgitaar - Gitarron (Mexico) - Tiple (Colombia) - Cavaquinho (Portugal, Brazilië) - Ukelele - Cuatro (Venezuela, Trinidad, Puerto Rico) - Charango (Andesgebied)
- Cister - Luit - Teorbe of Basluit
- Mandoline - Mandola - Mandoloncello - Mandobas - Bandurria (Spanje) - Laúd (Spanje)
- Bağlama (Turkije) - Bouzouki (Griekenland) - Tambura - Tamburica (Joegoslavië)
- Sitar - Tanbur (India)
- Oed - Cobza (Roemenië)

Ook de contrabas wordt in niet-klassieke muziek meestal geplukt.